# Hexagonia leprosa
Hexagonia leprosa är en svampart som beskrevs av Fr. 1851. Hexagonia leprosa ingår i släktet Hexagonia och familjen Polyporaceae.   Inga underarter finns listade i Catalogue of Life.